# (460) Escania
(460) Escania es un asteroide perteneciente al cinturón de asteroides descubierto el 22 de octubre de 1900 por Maximilian Franz Wolf desde el observatorio de Heidelberg-Königstuhl, Alemania.

## Designación y nombre
Designado provisionalmente como 1900 FN. Fue nombrado "Scania" en honor a Escania, una región de Suecia.

## Características orbitales
Escania está situado a una distancia media de 2,716 ua, pudiendo alejarse un máximo de 3,004 ua y acercarse un máximo de 2,428 ua. Tiene una excentricidad de 0,106.

## Características físicas
Este asteroide tiene una magnitud absoluta de 10,7.